# Anna Jansson
Anna Maria Angelika Jansson, född 13 februari 1958 i Visby, är en svensk författare. Hon är främst känd för sina deckare med Maria Wern i huvudrollen.

## Biografi
Jansson arbetade som sjuksköterska från tidigt 1980-tal och fram till 2009. Mellan 2000 och 2009 kombinerade hon arbetet som sjuksköterska med det som författare.

### Maria Wern
Hon har senare blivit känd för sina deckare om kriminalinspektör Maria Wern, som i huvudsak utspelar sig på Gotland där Anna Jansson växte upp. Serien präglas även av medicinska inslag, och Jansson är själv utbildad sjuksköterska. Böckerna har översatts till ett tjugotal språk.
2008 blev Janssons bok Främmande fågel TV-serie med Eva Röse i huvudrollen. Därefter har ytterligare nio av böckerna filmatiserats och efter den tionde boken bygger de filmade avsnitten på Anna Janssons karaktärer från böckerna där hon är delaktig i manusarbetet.   

### Andra produktioner
Förutom kriminalromaner har Anna Jansson skrivit böcker i vårdetik och ett antal barnböcker för Bonnier utbildning. Dessutom har hon författat ett Fantomenäventyr (publicerat i Fantomen nr 14/2009).   
2010 kom Anna Jansson ut med de första delarna i en serie barnböcker på Rabén & Sjögren. Huvudperson är Emil Wern – detektiv, son till Maria Wern.
2014 kom feelgood-romanen Ödesgudinnan på Salong d'Amour ut. Detta var första i serien om frisören Angelika Lagermark, och boken har senare har följts av ytterligare böcker.   
Hösten 2019 släpptes Dotter saknad. Det var första delen i den nya deckarserien Bergslagens blå, med kriminalinspektör Kristoffer Bark i Örebro i huvudrollen.

### Maria Wern som huvudperson
- 2000 – Stum sitter guden
- 2001 – Alla de stillsamma döda
- 2002 – Må döden sova
- 2003 – Silverkronan
- 2004 – Drömmar ur snö
- 2005 – Svart fjäril
- 2006 – Främmande fågel
- 2007 – Pojke försvunnen
- 2008 – Inte ens det förflutna
- 2009 – Först när givaren är död
- 2010 – Drömmen förde dej vilse
- 2011 – Alkemins eviga eld
- 2012 – När Skönheten kom till Bro
- 2013 – Dans på glödande kol
- 2014 – Skymningens barfotabarn
- 2015 – Alla kan se dig
- 2016 – Rädslans fångar
- 2017 – Det du inte vet
- 2018 – Kvinnan på bänken
- 2018 – Döden är alltid sann
- 2019 – Mitt hjärta är ditt
- 2020 – Dödslistan
- 2021 – Galgbergets väktare
- 2022 – Onda drömmar
- 2023 – Dödens snabba vingar
- 2024 – Till offer åt det okända
- 2025 – Rädslans labyrint

### Kristoffer Bark som huvudperson
- 2019 – Dotter saknad
- 2020 – Skuggan bakom dig
- 2021 – Dansa min docka
- 2022 – Tala med de döda
- 2023 – Må evigheten förlåta
- 2024 – Gå över lik
- 2025 – Till ondskans försvar

### Angelika Lagermark som huvudperson
- 2014 – Ödesgudinnan på Salong d'Amour
- 2016 – Svärmödrar utan gränser
- 2017 – Kärleksdans i obalans
- 2018 – En otippad kärlekshistoria
- 2024 – En förunderlig jul på Salong d'Amour

### Emil Wern som huvudperson
- 2010 – Riddarnas kamp
- 2010 – Klasskassan
- 2010 – Silverskatten
- 2010 – Bankrånet
- 2011 – Förbjudna sopor
- 2011 – Ficktjuven
- 2012 – Skeppets gåta
- 2012 – Spökhuset
- 2013 – Pysselboken
- 2013 – Piratens ö
- 2013 – Falskt spel
- 2014 – Lillebror försvunnen
- 2014 – Julklappstjuven
- 2015 – Brevtjuven
- 2016 – Mystiska meddelanden
- 2017 – Kattjuven
- 2018 – Lotterifusket
- 2019 – Cykeltjuven
- 2020 – Guldringens gåta
- 2021 – Värsta tjuven
- 2021 – Världsrekord i jul
- 2022 – Emil Wern och Gotlandsmysterierna #1
- 2022 – Skurkfotografen (ljudbok)
- 2023 – April, april (ljudbok)
- 2024 – Emil Wern och Gotlandsmysterierna #2
- 2024 – Strömsabotören (ljudbok)

### Tvillingspanarna
- 2024 – Fängelsegrottan
- 2024 – Silvermynten

### Ljud och digitalt
- 2017 – Blod på dansbanan
- 2018 – För dem jag älskar
- 2018 – Allt du önskar kan du få
- 2018 – Döden är alltid sann
- 2019 – Sommarnatt
- 2020 – Leka med elden
- 2021 – Vinterhjärta
- 2021 – Rop ur mörkret
- 2022 – Dödligt svek
- 2023 – Vinterstjärna
- 2023 – Du som var min
- 2023 – Vintermåne

### Övriga fristående böcker
- 2003 – Dömd för mord (LL)
- 2003 – Vem är utan skuld
- 2007 – I stormen ska du dö (LL)
- 2008 – Hantverkarsvett är dyrare än saffran
- 2016 – Farlig sanning (novell i Hemmets veckotidning 2009)

### Övriga barnböcker
- 2007 – Ditt och mitt
- 2007 – Ingen att vara med
- 2007 – Modigt Mia
- 2007 – Monster finns
- 2007 – Det brinner
- 2007 – Kojan
- 2007 – Mia frågar chans
- 2007 – En varulv

### Antologier
- 2000 – Den sjunde poliosprutan
- 2003 – Mord på julafton
- 2005 – Noveller för världens barn
- 2010 – Drama Queens